# Tornei di tennis maschili indipendenti nel 1969
Nel 1969 alcuni tornei di tennis maschili facevano parte del National Tennis League 1969, ma per la maggior parte non erano inseriti in nessun circuito internazionale.

## Calendario

### Legenda
| Tornei amatoriali       |
| Tornei professionistici |
| Tornei open             |

### Dicembre 1968
| Settimana   | Torneo                                                                           | Vincitore                                     | Finalista              | Semifinalisti | Eliminati ai quarti |
| ----------- | -------------------------------------------------------------------------------- | --------------------------------------------- | ---------------------- | ------------- | ------------------- |
| 30 dicembre | Western Australian Open 1969 Perth, Australia 3 800 $ - Erba Singolare - Doppio  | Marty Riessen 6-3 6-4 2-6 2-6 6-1             | Ken Rosewall           |               |                     |
| 30 dicembre | Western Australian Open 1969 Perth, Australia 3 800 $ - Erba Singolare - Doppio  |                                               |                        |               |                     |
| 30 dicembre | Tasmanian Open 1969 Hobart, Australia 3 800 $ - Erba Singolare - Doppio          | Fred Stolle 6-3 0-6 6-4 6-1                   | Tony Roche             |               |                     |
| 30 dicembre | Tasmanian Open 1969 Hobart, Australia 3 800 $ - Erba Singolare - Doppio          | Roger Taylor Malcolm Anderson 7-5 6-3 1-6 6-4 | Tony Roche Fred Stolle |               |                     |
| 30 dicembre | Western Province Championships 1969 Città del Capo, Sudafrica Singolare - Doppio | Bob Hewitt 6-4 8-6                            | Robert Maud            |               |                     |
| 30 dicembre | Western Province Championships 1969 Città del Capo, Sudafrica Singolare - Doppio |                                               |                        |               |                     |
| 30 dicembre | East India Madras Championships 1969 Madras, India Singolare - Doppio            | Ilie Năstase 4-6 6-2 6-3 7-5                  | Premjit Lall           |               |                     |
| 30 dicembre | East India Madras Championships 1969 Madras, India Singolare - Doppio            |                                               |                        |               |                     |

### Gennaio
| Settimana  | Torneo                                                                                    | Vincitore                             | Finalista                | Semifinalisti               | Eliminati ai quarti                                     |
| ---------- | ----------------------------------------------------------------------------------------- | ------------------------------------- | ------------------------ | --------------------------- | ------------------------------------------------------- |
| 6 gennaio  | Victorian Open 1969 Melbourne, Australia 9 500 $ - Erba Singolare - Doppio                | Stan Smith 14-12 6-8 6-3 8-6          | Arthur Ashe              |                             |                                                         |
| 6 gennaio  | Victorian Open 1969 Melbourne, Australia 9 500 $ - Erba Singolare - Doppio                |                                       |                          |                             |                                                         |
| 6 gennaio  | OFS Championships 1969 Bloemfontein, Sudafrica Singolare - Doppio                         | Mark Cox 6-2 7-5                      | Robert Maud              |                             |                                                         |
| 6 gennaio  | OFS Championships 1969 Bloemfontein, Sudafrica Singolare - Doppio                         |                                       |                          |                             |                                                         |
| 6 gennaio  | New Zealand Championships 1969 Wellington, Nuova Zelanda Singolare - Doppio               | Brian Fairlie 6-4 3-6 6-3 6-1         | Onny Parun               |                             |                                                         |
| 6 gennaio  | New Zealand Championships 1969 Wellington, Nuova Zelanda Singolare - Doppio               |                                       |                          |                             |                                                         |
| 6 gennaio  | All India Championships 1969 Nuova Delhi, India Singolare - Doppio                        | Ilie Năstase 6-4 6-2 4-6 6-4          | Premjit Lall             |                             |                                                         |
| 6 gennaio  | All India Championships 1969 Nuova Delhi, India Singolare - Doppio                        |                                       |                          |                             |                                                         |
| 13 gennaio | New South Wales Open 1969 Sydney, Australia 18 100 $ - Erba Singolare - Doppio            | Tony Roche 6-4, 4-6, 9-7, 12-10       | Rod Laver                | John Newcombe Ken Rosewall  | Roger Taylor Pancho Gonzales Andrés Gimeno Roy Emerson  |
| 13 gennaio | New South Wales Open 1969 Sydney, Australia 18 100 $ - Erba Singolare - Doppio            | Rod Laver Roy Emerson 10–12, 6–4, 6–3 | Tony Roche John Newcombe | John Newcombe Ken Rosewall  | Roger Taylor Pancho Gonzales Andrés Gimeno Roy Emerson  |
| 13 gennaio | Eastern Province Championships 1969 Port Elizabeth, Sudafrica Singolare - Doppio          | Bob Hewitt 6-3 8-10 6-4               | Mark Cox                 |                             |                                                         |
| 13 gennaio | Eastern Province Championships 1969 Port Elizabeth, Sudafrica Singolare - Doppio          |                                       |                          |                             |                                                         |
| 20 gennaio | Australian Open 1969 Brisbane, Australia 26 000$ - Erba Singolare - Doppio - Doppio misto | Rod Laver 6–3, 6–4, 7–5               | Andrés Gimeno            |                             |                                                         |
| 20 gennaio | Australian Open 1969 Brisbane, Australia 26 000$ - Erba Singolare - Doppio - Doppio misto | Rod Laver Roy Emerson 6–4 6–4         | Ken Rosewall Fred Stolle |                             |                                                         |
| 20 gennaio | All India Hard Court Championships 1969 Gauhati, India Singolare - Doppio                 | Ilie Năstase 6-4 2-6 6-1              | Tadeusz Nowicki          |                             |                                                         |
| 20 gennaio | All India Hard Court Championships 1969 Gauhati, India Singolare - Doppio                 |                                       |                          |                             |                                                         |
| 20 gennaio | German Covered Court Championships 1969 Colonia, Germania Singolare - Doppio              | Ove Nils Bengtson 6-3 6-3 6-8 6-4     | Christian Kuhnke         |                             |                                                         |
| 20 gennaio | German Covered Court Championships 1969 Colonia, Germania Singolare - Doppio              |                                       |                          |                             |                                                         |
| 20 gennaio | Austin Smith Championships 1969 Fort Lauderdale, USA Singolare - Doppio                   | Pat Cramer 6-2 11-9                   | Jaime Fillol             |                             |                                                         |
| 20 gennaio | Austin Smith Championships 1969 Fort Lauderdale, USA Singolare - Doppio                   |                                       |                          |                             |                                                         |
| 20 gennaio | Freed Invitation 1969 Salt Lake City, USA Singolare - Doppio                              | Jim McManus 6-3 6-3                   | Tom Gorman               |                             |                                                         |
| 20 gennaio | Freed Invitation 1969 Salt Lake City, USA Singolare - Doppio                              |                                       |                          |                             |                                                         |
| 27 gennaio | New Zealand Open 1969 Auckland, Nuova Zelanda 7 500 $ - Erba Singolare - Doppio           | Tony Roche 6-1, 6-4, 4-6, 6-3         | Rod Laver                | Raymond Moore Brian Fairlie | Roger Taylor Pancho Gonzales John Newcombe Toomas Leius |
| 27 gennaio | New Zealand Open 1969 Auckland, Nuova Zelanda 7 500 $ - Erba Singolare - Doppio           |                                       |                          | Raymond Moore Brian Fairlie | Roger Taylor Pancho Gonzales John Newcombe Toomas Leius |
| 27 gennaio | Scandinavian Covered Court Championships 1969 Helsinki, Finlandia Singolare - Doppio      | Ove Nils Bengtson 6-3 6-1 4-6 6-4     | Gerald Battrick          |                             |                                                         |
| 27 gennaio | Scandinavian Covered Court Championships 1969 Helsinki, Finlandia Singolare - Doppio      |                                       |                          |                             |                                                         |
| 27 gennaio | Richmond Indoor 1969 Richmond, USA Singolare - Doppio                                     | Clark Graebner 6-3 10-12 9-7          | Thomaz Koch              |                             |                                                         |
| 27 gennaio | Richmond Indoor 1969 Richmond, USA Singolare - Doppio                                     |                                       |                          |                             |                                                         |
| 27 gennaio | Midland Indoor 1969 Omaha, USA Singolare - Doppio                                         | Cliff Richey 6-4 6-2                  | Joaquín Loyo-Mayo        |                             |                                                         |
| 27 gennaio | Midland Indoor 1969 Omaha, USA Singolare - Doppio                                         | Cliff Richey Tom Edlefsen\| 7-5 6-3   | Mark Cox Jim McManus     |                             |                                                         |

### Febbraio
| Settimana   | Torneo                                                                                    | Vincitore                             | Finalista                     | Semifinalisti | Eliminati ai quarti |
| ----------- | ----------------------------------------------------------------------------------------- | ------------------------------------- | ----------------------------- | ------------- | ------------------- |
| 3 febbraio  | Pittsburgh Golf Club invitation 1969 Pittsburgh, USA Singolare - Doppio                   | Jan Kodeš 8-6 6-1                     | Herb Fitzgibbon               |               |                     |
| 3 febbraio  | Pittsburgh Golf Club invitation 1969 Pittsburgh, USA Singolare - Doppio                   |                                       |                               |               |                     |
| 3 febbraio  | Buffalo Indoor 1969 Buffalo, USA Singolare - Doppio                                       | Clark Graebner 2-6 9-7 8-6            | Mark Cox                      |               |                     |
| 3 febbraio  | Buffalo Indoor 1969 Buffalo, USA Singolare - Doppio                                       |                                       |                               |               |                     |
| 10 febbraio | US Indoors 1969 Salisbury, USA Singolare - Doppio                                         | Stan Smith 6-3 6-8 6-4 6-4            | Ismail El Shafei              |               |                     |
| 10 febbraio | US Indoors 1969 Salisbury, USA Singolare - Doppio                                         | Stan Smith Bob Lutz 7-9 8-6 6-4       | Charlie Pasarell Ron Holmberg |               |                     |
| 10 febbraio | Crystal Palace Trophy 1969 Crystal Palace, Gran Bretagna Singolare - Doppio               | Jan Leschly 9-7 7-5                   | Manuel Orantes                |               |                     |
| 10 febbraio | Crystal Palace Trophy 1969 Crystal Palace, Gran Bretagna Singolare - Doppio               |                                       |                               |               |                     |
| 10 febbraio | New South Wales Hard Court Championships 1969 Cowra, Australia Singolare - Doppio         | Dick Crealy 6-3 0-6 6-3               | Ray Ruffels                   |               |                     |
| 10 febbraio | New South Wales Hard Court Championships 1969 Cowra, Australia Singolare - Doppio         |                                       |                               |               |                     |
| 17 febbraio | City of Miami Championships 1969 Miami, USA Singolare - Doppio                            | Jaime Fillol 13-11 5-7 9-7            | Pancho Guzman                 |               |                     |
| 17 febbraio | City of Miami Championships 1969 Miami, USA Singolare - Doppio                            |                                       |                               |               |                     |
| 17 febbraio | French Covered Court Championships 1969 Parigi, Francia Singolare - Doppio                | Jean Pierre Courcol 10-8 6-8 6-0 10-8 | Graham Stilwell               |               |                     |
| 17 febbraio | French Covered Court Championships 1969 Parigi, Francia Singolare - Doppio                |                                       |                               |               |                     |
| 17 febbraio | Moscow International Indoor Championships 1969 Mosca, Unione Sovietica Singolare - Doppio | Toomas Leius 6-4 4-6 6-4 6-4          | Palman                        |               |                     |
| 17 febbraio | Moscow International Indoor Championships 1969 Mosca, Unione Sovietica Singolare - Doppio |                                       |                               |               |                     |
| 17 febbraio | Macon Indoor 1969 Macon, USA Singolare - Doppio                                           | Manuel Orantes 10-8 7-5 6-4           | Mark Cox                      |               |                     |
| 17 febbraio | Macon Indoor 1969 Macon, USA Singolare - Doppio                                           |                                       |                               |               |                     |
| 24 febbraio | Jamaican International Championships 1969 Kingston, Giamaica Singolare - Doppio           | Thomaz Koch 6-2 6-3                   | Milan Holeček                 |               |                     |
| 24 febbraio | Jamaican International Championships 1969 Kingston, Giamaica Singolare - Doppio           |                                       |                               |               |                     |
| 24 febbraio | Curacao International 1969 Curaçao, Antille Olandesi Singolare - Doppio                   | Cliff Richey 6-4 6-3 6-3              | Mark Cox                      |               |                     |
| 24 febbraio | Curacao International 1969 Curaçao, Antille Olandesi Singolare - Doppio                   |                                       |                               |               |                     |

### Marzo
| Settimana | Torneo                                                                                | Vincitore                         | Finalista        | Semifinalisti | Eliminati ai quarti |
| --------- | ------------------------------------------------------------------------------------- | --------------------------------- | ---------------- | ------------- | ------------------- |
| 3 marzo   | Caracas Altamira International 1969 Caracas, Venezuela Singolare - Doppio             | Thomaz Koch 8-6 6-3 2-6 6-4       | Mark Cox         |               |                     |
| 3 marzo   | Caracas Altamira International 1969 Caracas, Venezuela Singolare - Doppio             |                                   |                  |               |                     |
| 10 marzo  | Egyptian International Championships 1969 Il Cairo, Egitto Singolare - Doppio         | Ismail El Shafei 6-4 7-9 6-4 6-4  | István Gulyás    |               |                     |
| 10 marzo  | Egyptian International Championships 1969 Il Cairo, Egitto Singolare - Doppio         |                                   |                  |               |                     |
| 10 marzo  | Colombia International 1969 Barranquilla, Colombia Singolare - Doppio                 | Ilie Năstase 6-4 6-4 8-10 2-6 6-3 | Jan Kodeš        |               |                     |
| 10 marzo  | Colombia International 1969 Barranquilla, Colombia Singolare - Doppio                 |                                   |                  |               |                     |
| 10 marzo  | Empire State Indoor 1969 New York, USA Singolare - Doppio                             | Clark Graebner 6-2 6-2            | Charlie Pasarell |               |                     |
| 10 marzo  | Empire State Indoor 1969 New York, USA Singolare - Doppio                             |                                   |                  |               |                     |
| 17 marzo  | St Petersburg Masters Invitational 1969 St Petersburg, USA Singolare - Doppio         | Željko Franulović 6-4 6-2 6-4     | Jaime Fillol     |               |                     |
| 17 marzo  | St Petersburg Masters Invitational 1969 St Petersburg, USA Singolare - Doppio         |                                   |                  |               |                     |
| 17 marzo  | Thunderbird Classic 1969 Phoenix, USA Singolare - Doppio                              | Cliff Richey 6-4 6-4              | Manuel Santana   |               |                     |
| 17 marzo  | Thunderbird Classic 1969 Phoenix, USA Singolare - Doppio                              |                                   |                  |               |                     |
| 17 marzo  | Alexandria International 1969 Alessandria d'Egitto, Egitto Singolare - Doppio         | István Gulyás 6-1 3-6 6-3 7-5     | Ismail El Shafei |               |                     |
| 17 marzo  | Alexandria International 1969 Alessandria d'Egitto, Egitto Singolare - Doppio         |                                   |                  |               |                     |
| 24 marzo  | New York Indoor 1969 New York, USA 25 000$ Singolare - Doppio                         | Andrés Gimeno 6-1 6-2 3-6 6-8 9-7 | Arthur Ashe      |               |                     |
| 24 marzo  | New York Indoor 1969 New York, USA 25 000$ Singolare - Doppio                         |                                   |                  |               |                     |
| 24 marzo  | Parioli Tennis Tournament 1969 Roma, Italia Singolare - Doppio                        | Martin Mulligan 6-4 6-4 6-2       | Ion Țiriac       |               |                     |
| 24 marzo  | Parioli Tennis Tournament 1969 Roma, Italia Singolare - Doppio                        |                                   |                  |               |                     |
| 24 marzo  | Tidewater International 1969 Norfolk, USA Singolare - Doppio                          | Hans Joachim Ploetz 6-4 7-5       | Jan Kukal        |               |                     |
| 24 marzo  | Tidewater International 1969 Norfolk, USA Singolare - Doppio                          |                                   |                  |               |                     |
| 31 marzo  | South African Open 1969 Johannesburg, Sudafrica 23 000 $ - Cemento Singolare - Doppio | Rod Laver 6-3 10-8 6-3            | Tom Okker        |               |                     |
| 31 marzo  | South African Open 1969 Johannesburg, Sudafrica 23 000 $ - Cemento Singolare - Doppio |                                   |                  |               |                     |
| 31 marzo  | Mexican Championships 1969 Città del Messico, Messico Singolare - Doppio              | Thomaz Koch 6-3 6-4 10-8          | Rafael Osuna     |               |                     |
| 31 marzo  | Mexican Championships 1969 Città del Messico, Messico Singolare - Doppio              |                                   |                  |               |                     |
| 31 marzo  | Torneo di Reggio di Calabria 1969 Reggio Calabria, Italia Singolare - Doppio          | Martin Mulligan 6-2 4-6 6-3 6-1   | Ion Țiriac       |               |                     |
| 31 marzo  | Torneo di Reggio di Calabria 1969 Reggio Calabria, Italia Singolare - Doppio          |                                   |                  |               |                     |
| 31 marzo  | Jacksonville Invitation 1969 Jacksonville, USA Singolare - Doppio                     | Pancho Guzman 6-4 6-2             | Michael Belkin   |               |                     |
| 31 marzo  | Jacksonville Invitation 1969 Jacksonville, USA Singolare - Doppio                     |                                   |                  |               |                     |

### Aprile
| Settimana | Torneo | Vincitore                                                                   | Finalista                      | Semifinalisti | Eliminati ai quarti |
| --------- | --- | --------------------------------------------------------------------------- | ------------------------------ | ------------- | ------------------- |
| 7 aprile  | Charlotte Invitation 1969 Charlotte, USA Singolare - Doppio                                               | Mark Cox 13-11 6-2                                                          | Jan Kodeš                      |               |                     |
| 7 aprile  | Charlotte Invitation 1969 Charlotte, USA Singolare - Doppio                                               |                                                                             |                                |               |                     |
| 7 aprile  | Caribe Hilton International Championships 1969 San Juan, Porto Rico 9 000 $ - Cemento Singolare - Doppio  | Arthur Ashe 5-7 5-7 6-0 6-4 6-3                                             | Charlie Pasarell               |               |                     |
| 7 aprile  | Caribe Hilton International Championships 1969 San Juan, Porto Rico 9 000 $ - Cemento Singolare - Doppio  |                                                                             |                                |               |                     |
| 7 aprile  | Catania Championships 1969 Catania, Italia Singolare - Doppio                                             | Graham Stilwell 6-4 6-3 4-6 6-3                                             | István Gulyás                  |               |                     |
| 7 aprile  | Catania Championships 1969 Catania, Italia Singolare - Doppio                                             |                                                                             |                                |               |                     |
| 14 aprile | Monte Carlo Open 1969 Monaco, Monaco 5 000 $ - Terra rossa Singolare - Doppio                             | Tom Okker 8-10 6-1 7-5 6-3                                                  | John Newcombe                  |               |                     |
| 14 aprile | Monte Carlo Open 1969 Monaco, Monaco 5 000 $ - Terra rossa Singolare - Doppio                             | Owen Davidson John Newcombe 7-5 11-13 6-2 6-1                               | Pancho Gonzales Dennis Ralston |               |                     |
| 14 aprile | Natal Open 1969 Durban, Sudafrica 8 000 $ - Cemento Singolare - Doppio                                    | Robert Maud 8-6 4-6 6-1 6-4                                                 | Julian Krinsky                 |               |                     |
| 14 aprile | Natal Open 1969 Durban, Sudafrica 8 000 $ - Cemento Singolare - Doppio                                    |                                                                             |                                |               |                     |
| 14 aprile | River Oaks International Tennis Tournament 1969 Houston, USA Singolare - Doppio                           | Željko Franulović 7-5 6-3 6-2                                               | Rafael Osuna                   |               |                     |
| 14 aprile | River Oaks International Tennis Tournament 1969 Houston, USA Singolare - Doppio                           |                                                                             |                                |               |                     |
| 14 aprile | Campionati Internazionali di Sicilia 1969 Palermo, Italia Singolare - Doppio                              | Ion Țiriac 4-6 6-0 6-2 2-6 6-2                                              | Ilie Năstase                   |               |                     |
| 14 aprile | Campionati Internazionali di Sicilia 1969 Palermo, Italia Singolare - Doppio                              |                                                                             |                                |               |                     |
| 21 aprile | Pacific Pro Championships 1969 Anaheim, USA 10 000 $ Singolare - Doppio                                   | Rod Laver 25-10 26-24 25-14                                                 | Ron Holmberg                   |               |                     |
| 21 aprile | Pacific Pro Championships 1969 Anaheim, USA 10 000 $ Singolare - Doppio                                   |                                                                             |                                |               |                     |
| 21 aprile | Cumberland Hard Court Championships 1969 Hampstead, Gran Bretagna Singolare - Doppio                      | Bobby Wilson 6-3 6-1                                                        | Keith Wooldridge               |               |                     |
| 21 aprile | Cumberland Hard Court Championships 1969 Hampstead, Gran Bretagna Singolare - Doppio                      |                                                                             |                                |               |                     |
| 21 aprile | Ojai Valley Championships 1969 Ojai, USA Singolare - Doppio                                               | Haroon Rahim 4-6 6-1 9-7                                                    | Jeff Borowiak                  |               |                     |
| 21 aprile | Ojai Valley Championships 1969 Ojai, USA Singolare - Doppio                                               |                                                                             |                                |               |                     |
| 21 aprile | Internazionali d'Italia 1969 Roma, Italia 12 000 $ - Terra rossa Singolare - Doppio                       | John Newcombe 6-3 4-6 6-4 5-7 6-3                                           | Tony Roche                     |               |                     |
| 21 aprile | Internazionali d'Italia 1969 Roma, Italia 12 000 $ - Terra rossa Singolare - Doppio                       | Tom Okker Marty Riessen Tony Roche John Newcombe finale sospesa per pioggia |                                |               |                     |
| 21 aprile | Dallas Invitation 1969 Dallas, USA Singolare - Doppio                                                     | Stan Smith 6-3 6-4                                                          | Thomaz Koch                    |               |                     |
| 21 aprile | Dallas Invitation 1969 Dallas, USA Singolare - Doppio                                                     |                                                                             |                                |               |                     |
| 21 aprile | Northern California Championships 1969 San Francisco, USA Singolare - Doppio                              | Tom Brown 6-4 6-8 7-9 8-6 6-1                                               | Erik Van Dillen                |               |                     |
| 21 aprile | Northern California Championships 1969 San Francisco, USA Singolare - Doppio                              |                                                                             |                                |               |                     |
| 28 aprile | British Hard Court Championships 1969 Bournemouth, Gran Bretagna 9 000 $ - Terra rossa Singolare - Doppio | John Newcombe 6-8 6-3 5-7 6-4                                               | Bob Hewitt                     |               |                     |
| 28 aprile | British Hard Court Championships 1969 Bournemouth, Gran Bretagna 9 000 $ - Terra rossa Singolare - Doppio |                                                                             |                                |               |                     |
| 28 aprile | Japanese Championships 1969 Tokyo, Giappone 27 777$ Singolare - Doppio                                    | Tom Okker 6-3 6-5                                                           | Roy Emerson                    |               |                     |
| 28 aprile | Japanese Championships 1969 Tokyo, Giappone 27 777$ Singolare - Doppio                                    |                                                                             |                                |               |                     |
| 28 aprile | California State Championships 1969 Portola Valley, USA Singolare - Doppio                                | Erik Van Dillen 6-3 6-4 6-2                                                 | Paul Gerken                    |               |                     |
| 28 aprile | California State Championships 1969 Portola Valley, USA Singolare - Doppio                                |                                                                             |                                |               |                     |
| 28 aprile | Atlanta Invitational 1969 Atlanta, USA Singolare - Doppio                                                 | Thomaz Koch 6-3 6-2                                                         | Bill Bowrey                    |               |                     |
| 28 aprile | Atlanta Invitational 1969 Atlanta, USA Singolare - Doppio                                                 |                                                                             |                                |               |                     |
| 28 aprile | Campionato Partenopeo 1969 Napoli, Italia Singolare - Doppio                                              | Patricio Rodríguez 8-6 6-3 0-6 6-3                                          | Martin Mulligan                |               |                     |
| 28 aprile | Campionato Partenopeo 1969 Napoli, Italia Singolare - Doppio                                              |                                                                             |                                |               |                     |
| 28 aprile | Stuttgart Tournament 1969 Stoccarda, Germania Singolare - Doppio                                          | Christian Kuhnke 2-6 6-2 6-0 6-2                                            | Wilhelm Bungert                |               |                     |
| 28 aprile | Stuttgart Tournament 1969 Stoccarda, Germania Singolare - Doppio                                          |                                                                             |                                |               |                     |

### Maggio
| Settimana | Torneo                                                                                           | Vincitore                                    | Finalista             | Semifinalisti | Eliminati ai quarti                                                                           |
| --------- | ------------------------------------------------------------------------------------------------ | -------------------------------------------- | --------------------- | ------------- | --------------------------------------------------------------------------------------------- |
| 5 maggio  | Puerta de Hierro 1969 Madrid, Spagna Singolare - Doppio                                          | Manuel Santana 9-11 6-4 8-6 6-1              | Arthur Ashe           |               |                                                                                               |
| 5 maggio  | Puerta de Hierro 1969 Madrid, Spagna Singolare - Doppio                                          |                                              |                       |               |                                                                                               |
| 5 maggio  | Southern California Championships 1969 Los Angeles, USA Singolare - Doppio                       | Stan Smith 6-3 6-4                           | Robert Lutz           |               |                                                                                               |
| 5 maggio  | Southern California Championships 1969 Los Angeles, USA Singolare - Doppio                       |                                              |                       |               |                                                                                               |
| 12 maggio | Madison Square Garden Pro Championships 1969 New York, USA 25 000 $ - Cemento Singolare - Doppio | Rod Laver 6-2 4-6 6-1                        | Roy Emerson           |               | Round Robin Pancho Gonzales Raymond Moore Dennis Ralston Marty Riessen Tony Roche Fred Stolle |
| 12 maggio | Madison Square Garden Pro Championships 1969 New York, USA 25 000 $ - Cemento Singolare - Doppio |                                              |                       |               | Round Robin Pancho Gonzales Raymond Moore Dennis Ralston Marty Riessen Tony Roche Fred Stolle |
| 12 maggio | Belgian Open 1969 Bruxelles, Belgio 8 500 $ - Terra rossa Singolare - Doppio                     | Tom Okker 6-4 1-6 6-2 6-2                    | Željko Franulović     |               |                                                                                               |
| 12 maggio | Belgian Open 1969 Bruxelles, Belgio 8 500 $ - Terra rossa Singolare - Doppio                     |                                              |                       |               |                                                                                               |
| 12 maggio | Glenwood Manor Invitation 1969 Kansas City, USA Singolare - Doppio                               | Clark Graebner 6-4 3-6 6-3                   | Tom Edlefsen          |               |                                                                                               |
| 12 maggio | Glenwood Manor Invitation 1969 Kansas City, USA Singolare - Doppio                               |                                              |                       |               |                                                                                               |
| 12 maggio | London Hard Court Championships 1969 Hurlingham, Gran Bretagna Singolare - Doppio                | Brian Fairlie 11-9 6-3                       | Graham Stilwell       |               |                                                                                               |
| 12 maggio | London Hard Court Championships 1969 Hurlingham, Gran Bretagna Singolare - Doppio                |                                              |                       |               |                                                                                               |
| 19 maggio | Netherlands Pro Championships 1969 Amsterdam, Paesi Bassi Singolare - Doppio                     | Tom Okker 6-4 6-3                            | Andrés Gimeno         |               |                                                                                               |
| 19 maggio | Netherlands Pro Championships 1969 Amsterdam, Paesi Bassi Singolare - Doppio                     |                                              |                       |               |                                                                                               |
| 19 maggio | BBC2 Pro Championships 1969 Wembley, Gran Bretagna 5 000 £ Singolare - Doppio                    | Rod Laver 8-6 6-0                            | Ken Rosewall          |               |                                                                                               |
| 19 maggio | BBC2 Pro Championships 1969 Wembley, Gran Bretagna 5 000 £ Singolare - Doppio                    |                                              |                       |               |                                                                                               |
| 19 maggio | Lexington Challenge Cup 1969 Lexington, USA 5 000 $ - Terra rossa Singolare                      | Roy Emerson 7-4                              | Dennis Ralston        |               |                                                                                               |
| 19 maggio | West Berlin Championships 1969 Berlino Ovest, Germania 7 000 $ - Terra rossa Singolare - Doppio  | Raymond Moore 1-6 6-1 7-5 6-8 7-5            | Cliff Drysdale        |               |                                                                                               |
| 19 maggio | West Berlin Championships 1969 Berlino Ovest, Germania 7 000 $ - Terra rossa Singolare - Doppio  |                                              |                       |               |                                                                                               |
| 19 maggio | Rothmans Connaught Championships 1969 Chingford, Gran Bretagna Singolare - Doppio                | Allan Stone 6-4 6-2                          | John Cooper           |               |                                                                                               |
|           | Rothmans Connaught Championships 1969 Chingford, Gran Bretagna Singolare - Doppio                |                                              |                       |               |                                                                                               |
| 26 maggio | Open di Francia 1969 Parigi, Francia 43 000 $ - Terra rossa Singolare - Doppio                   | Rod Laver 6–4, 6–3, 6–4                      | Ken Rosewall          |               |                                                                                               |
| 26 maggio | Open di Francia 1969 Parigi, Francia 43 000 $ - Terra rossa Singolare - Doppio                   | John Newcombe Tony Roche 4–6 6–1 3–6 6–4 6–4 | Roy Emerson Rod Laver |               |                                                                                               |
| 26 maggio | Surrey Hard Court Championships 1969 Guildford, Gran Bretagna Singolare - Doppio                 | Dick Crealy 4-6 7-5 6-2                      | Keith Wooldridge      |               |                                                                                               |
| 26 maggio | Surrey Hard Court Championships 1969 Guildford, Gran Bretagna Singolare - Doppio                 |                                              |                       |               |                                                                                               |
| 26 maggio | Surrey Grass Court Championships 1969 Surbiton, Gran Bretagna Singolare - Doppio                 | Gerald Battrick 6-2 6-1                      | John Cooper           |               |                                                                                               |
| 26 maggio | Surrey Grass Court Championships 1969 Surbiton, Gran Bretagna Singolare - Doppio                 |                                              |                       |               |                                                                                               |
| 26 maggio | Bielefeld Tournament 1969 Bielefeld, Germania Singolare - Doppio                                 | Harald Eischenbroich 7-5 6-2 6-3             | Barry Phillips-Moore  |               |                                                                                               |
| 26 maggio | Bielefeld Tournament 1969 Bielefeld, Germania Singolare - Doppio                                 |                                              |                       |               |                                                                                               |
| 26 maggio | US Hard Court Championships 1969 Sacramento, USA Singolare - Doppio                              | Clark Graebner 6-4 3-6 4-6 6-0 7-5           | Erik Van Dillen       |               |                                                                                               |
| 26 maggio | US Hard Court Championships 1969 Sacramento, USA Singolare - Doppio                              |                                              |                       |               |                                                                                               |
| 26 maggio | Tulsa Invitation 1969 Tulsa, USA Singolare - Doppio                                              | Thomaz Koch 6-2 8-6                          | Vicente Zarazua       |               |                                                                                               |
| 26 maggio | Tulsa Invitation 1969 Tulsa, USA Singolare - Doppio                                              |                                              |                       |               |                                                                                               |

### Giugno
| Settimana | Torneo                                                                                       | Vincitore                             | Finalista                     | Semifinalisti | Eliminati ai quarti |
| --------- | -------------------------------------------------------------------------------------------- | ------------------------------------- | ----------------------------- | ------------- | ------------------- |
| 2 giugno  | Northern Championships 1969 Manchester, Gran Bretagna Singolare - Doppio                     | Clark Graebner 9-7 3-6 6-4            | Graham Stilwell               |               |                     |
| 2 giugno  | Northern Championships 1969 Manchester, Gran Bretagna Singolare - Doppio                     |                                       |                               |               |                     |
| 2 giugno  | Copenaghen International 1969 Copenaghen, Danimarca Singolare - Doppio                       | Martin Mulligan 6-4 4-6 9-7 12-14 6-1 | Jan Leschly                   |               |                     |
| 2 giugno  | Copenaghen International 1969 Copenaghen, Danimarca Singolare - Doppio                       |                                       |                               |               |                     |
| 9 giugno  | Bristol Open 1969 Bristol, Gran Bretagna 21 000 $ - Erba Singolare - Doppio                  | Ken Rosewall 7-9 6-3 6-1              | Pierre Barthes                |               |                     |
| 9 giugno  | Bristol Open 1969 Bristol, Gran Bretagna 21 000 $ - Erba Singolare - Doppio                  |                                       |                               |               |                     |
| 9 giugno  | Kent Championships 1969 Beckenham, Gran Bretagna Singolare - Doppio                          | Ove Nils Bengtson 6-4 7-5             | Tom Gorman                    |               |                     |
| 9 giugno  | Kent Championships 1969 Beckenham, Gran Bretagna Singolare - Doppio                          |                                       |                               |               |                     |
| 9 giugno  | Nottingham John Player 1969 Nottingham, Gran Bretagna Singolare - Doppio                     | John Cooper 6-2 6-4                   | Geoff Masters                 |               |                     |
| 9 giugno  | Nottingham John Player 1969 Nottingham, Gran Bretagna Singolare - Doppio                     |                                       |                               |               |                     |
| 9 giugno  | Morocco International Championships 1969 Casablanca, Marocco Singolare - Doppio              | Željko Franulović 2-6 6-1 6-2 6-3     | Barry Phillips-Moore          |               |                     |
| 9 giugno  | Morocco International Championships 1969 Casablanca, Marocco Singolare - Doppio              |                                       |                               |               |                     |
| 9 giugno  | Alabama State Championships 1969 Mobile, USA Singolare - Doppio                              | Michael Belkin 6-3 9-11 6-3           | van Lingen                    |               |                     |
| 9 giugno  | Alabama State Championships 1969 Mobile, USA Singolare - Doppio                              |                                       |                               |               |                     |
| 16 giugno | Queen's Club Championships 1969 Londra, Gran Bretagna 8 500 $ - Erba Singolare - Doppio      | Fred Stolle 6-3 22-20                 | John Newcombe                 |               |                     |
| 16 giugno | Queen's Club Championships 1969 Londra, Gran Bretagna 8 500 $ - Erba Singolare - Doppio      | Owen Davidson Dennis Ralston 7–5 6–3  | Ove Nils Bengtson Thomaz Koch |               |                     |
| 23 giugno | Torneo di Wimbledon 1969 Wimbledon, Gran Bretagna 50 000 $ - Erba Singolare - Doppio - Misto | Rod Laver 6-4, 5-7, 6-4, 6-4          | John Newcombe                 |               |                     |
| 23 giugno | Torneo di Wimbledon 1969 Wimbledon, Gran Bretagna 50 000 $ - Erba Singolare - Doppio - Misto | John Newcombe Tony Roche 7-5 11-9 6-3 | Tom Okker Marty Riessen       |               |                     |
| 23 giugno | Southern Championships 1969 Birmingham, USA Singolare - Doppio                               | Turner Howard 6-2 6-3                 | James Pressly                 |               |                     |
| 23 giugno | Southern Championships 1969 Birmingham, USA Singolare - Doppio                               |                                       |                               |               |                     |
| 30 giugno | Tennessee Valley Championships 1969 Chattanooga, USA Singolare - Doppio                      | Joaquín Loyo-Mayo 7-5 6-8 6-1         | Zan Guerry                    |               |                     |
| 30 giugno | Tennessee Valley Championships 1969 Chattanooga, USA Singolare - Doppio                      |                                       |                               |               |                     |
| 30 giugno | Torneo di Travemünde 1969 Travemünde, Germania Singolare - Doppio                            | Ilie Năstase 6-2 7-5 1-6 2-6 6-4      | István Gulyás                 |               |                     |
| 30 giugno | Torneo di Travemünde 1969 Travemünde, Germania Singolare - Doppio                            |                                       |                               |               |                     |

### Luglio
| Settimana | Torneo | Vincitore                         | Finalista                    | Semifinalisti | Eliminati ai quarti |
| --------- | --- | --------------------------------- | ---------------------------- | ------------- | ------------------- |
| 7 luglio  | U.S. Pro Tennis Championships 1969 Boston, Massachusetts, USA 33 000 $ - Cemento Singolare - Doppio           | Rod Laver 7-5 6-2 4-6 6-1         | John Newcombe                |               |                     |
| 7 luglio  | U.S. Pro Tennis Championships 1969 Boston, Massachusetts, USA 33 000 $ - Cemento Singolare - Doppio           |                                   |                              |               |                     |
| 7 luglio  | Washington Star 1969 Washington, USA 25 000 $ Singolare - Doppio                                              | Thomaz Koch 7-5 9-7 4-6 2-6 6-4   | Arthur Ashe                  |               |                     |
| 7 luglio  | Washington Star 1969 Washington, USA 25 000 $ Singolare - Doppio                                              | Patricio Cornejo Jaime Fillol     | Stan Smith Robert Lutz       |               |                     |
| 7 luglio  | Irish Open 1969 Dublino, Irlanda 9 000 $ Singolare - Doppio                                                   | Bob Hewitt 6-3 6-2                | Niki Pilic                   |               |                     |
| 7 luglio  | Irish Open 1969 Dublino, Irlanda 9 000 $ Singolare - Doppio                                                   |                                   |                              |               |                     |
| 7 luglio  | Scottish Championships 1969 Edimburgo, Gran Bretagna Singolare - Doppio                                       | John Clifton 6-2 2-6 6-4          | Paul Hutchins                |               |                     |
| 7 luglio  | Scottish Championships 1969 Edimburgo, Gran Bretagna Singolare - Doppio                                       |                                   |                              |               |                     |
| 7 luglio  | Welsh Championships 1969 Newport, Gran Bretagna Singolare - Doppio                                            | Mark Cox 6-4 6-4                  | Graham Stilwell              |               |                     |
| 7 luglio  | Welsh Championships 1969 Newport, Gran Bretagna Singolare - Doppio                                            |                                   |                              |               |                     |
| 7 luglio  | East of England Championships 1969 Felixstowe, Gran Bretagna Singolare - Doppio                               | Bob Giltinan 8-6 1-6 8-6          | Byron Bertram                |               |                     |
| 7 luglio  | East of England Championships 1969 Felixstowe, Gran Bretagna Singolare - Doppio                               |                                   |                              |               |                     |
| 7 luglio  | Düsseldorf Grand Prix 1969 Düsseldorf, Germania Singolare - Doppio                                            | Christian Kuhnke 6-4 6-8 6-2 6-2  | Wilhelm Bungert              |               |                     |
| 7 luglio  | Düsseldorf Grand Prix 1969 Düsseldorf, Germania Singolare - Doppio                                            |                                   |                              |               |                     |
| 7 luglio  | Swedish Championships 1969 Båstad, Svezia Singolare - Doppio                                                  | Manuel Santana 8-6 6-4 6-1        | Ion Țiriac                   |               |                     |
| 7 luglio  | Swedish Championships 1969 Båstad, Svezia Singolare - Doppio                                                  |                                   |                              |               |                     |
| 14 luglio | Cincinnati Open 1969 Cincinnati, USA 13 000 $ Singolare - Doppio                                              | Cliff Richey 6-1 6-2              | Allan Stone                  |               |                     |
| 14 luglio | Cincinnati Open 1969 Cincinnati, USA 13 000 $ Singolare - Doppio                                              | Robert Lutz Stan Smith            | Arthur Ashe Charlie Pasarell |               |                     |
| 14 luglio | Aix Golden Racquet Tournament 1969 Aix-en-Provence, Francia Singolare - Doppio                                | Roy Emerson 6-3 6-4 8-6           | Harald Eischenbroich         |               |                     |
| 14 luglio | Aix Golden Racquet Tournament 1969 Aix-en-Provence, Francia Singolare - Doppio                                |                                   |                              |               |                     |
| 14 luglio | US Pro Clay Court Championships 1969 Milwaukee, USA 10 000 $ - Terra rossa Singolare - Doppio                 | Tom Okker 6-3 6-4                 | Marty Riessen                |               |                     |
| 14 luglio | US Pro Clay Court Championships 1969 Milwaukee, USA 10 000 $ - Terra rossa Singolare - Doppio                 |                                   |                              |               |                     |
| 14 luglio | South of England Championships 1969 Eastbourne, Gran Bretagna Singolare - Doppio                              | Christian Kuhnke 6-4 2-6 9-7      | Manuel Orantes               |               |                     |
| 14 luglio | South of England Championships 1969 Eastbourne, Gran Bretagna Singolare - Doppio                              |                                   |                              |               |                     |
| 14 luglio | Essex Championships 1969 Frinton-on-Sea, Gran Bretagna Singolare - Doppio                                     | Graham Primrose 6-4 6-3           | Keith Wooldridge             |               |                     |
| 14 luglio | Essex Championships 1969 Frinton-on-Sea, Gran Bretagna Singolare - Doppio                                     |                                   |                              |               |                     |
| 14 luglio | North of England Championships 1969 Hoylake, Gran Bretagna Singolare - Doppio                                 | Ray Ruffels 6-3 6-3               | Brian Fairlie                |               |                     |
| 14 luglio | North of England Championships 1969 Hoylake, Gran Bretagna Singolare - Doppio                                 |                                   |                              |               |                     |
| 21 luglio | Swiss Open 1969 Gstaad, Svizzera 12 000 $ - Terra rossa Singolare - Doppio                                    | Roy Emerson 6-1 12-14 6-4 6-4     | Tom Okker                    |               |                     |
| 21 luglio | Swiss Open 1969 Gstaad, Svizzera 12 000 $ - Terra rossa Singolare - Doppio                                    |                                   |                              |               |                     |
| 21 luglio | U.S. Men's Clay Court Championships 1969 Indianapolis, Indiana, USA 21 000 $ - Terra rossa Singolare - Doppio | Željko Franulović 8-6 6-3 6-4     | Arthur Ashe                  |               |                     |
| 21 luglio | U.S. Men's Clay Court Championships 1969 Indianapolis, Indiana, USA 21 000 $ - Terra rossa Singolare - Doppio | Clark Graebner Bill Bowrey        | Dick Crealy Allan Stone      |               |                     |
| 21 luglio | Torneo di La Coruña 1969 La Coruña, Spagna Singolare - Doppio                                                 | Ilie Năstase 4-6 6-4 6-2 11-9     | Manuel Orantes               |               |                     |
| 21 luglio | Torneo di La Coruña 1969 La Coruña, Spagna Singolare - Doppio                                                 |                                   |                              |               |                     |
| 21 luglio | Bavarian Championships 1969 Monaco di Baviera, Germania Singolare - Doppio                                    | Bob Hewitt 6-4 6-2 3-6 6-2        | Christian Kuhnke             |               |                     |
| 21 luglio | Bavarian Championships 1969 Monaco di Baviera, Germania Singolare - Doppio                                    |                                   |                              |               |                     |
| 28 luglio | Dutch Open 1969 Hilversum, Paesi Bassi 8 000 $ Singolare - Doppio                                             | Tom Okker 10-8 7-9 6-4 6-4        | Roger Taylor                 |               |                     |
| 28 luglio | Dutch Open 1969 Hilversum, Paesi Bassi 8 000 $ Singolare - Doppio                                             |                                   |                              |               |                     |
| 28 luglio | Austrian Pro Championships 1969 Pörtschach am Wörther See, Austria 15 000 $ - Terra rossa Singolare - Doppio  | Roy Emerson 6-3 3-6 6-3           | Cliff Drysdale               |               |                     |
| 28 luglio | Austrian Pro Championships 1969 Pörtschach am Wörther See, Austria 15 000 $ - Terra rossa Singolare - Doppio  |                                   |                              |               |                     |
| 28 luglio | Eastern Grass Court Championships 1969 Orange, USA Singolare - Doppio                                         | Stan Smith 6-1 6-4 6-4            | Clark Graebner               |               |                     |
| 28 luglio | Eastern Grass Court Championships 1969 Orange, USA Singolare - Doppio                                         |                                   |                              |               |                     |
| 28 luglio | Torneo di Bad Neuenahr 1969 Bad Neuenahr, Germania Singolare - Doppio                                         | Martin Mulligan 6-3 3-6 13-11 6-2 | Wilhelm Bungert              |               |                     |
| 28 luglio | Torneo di Bad Neuenahr 1969 Bad Neuenahr, Germania Singolare - Doppio                                         |                                   |                              |               |                     |
| 28 luglio | Northwest Invitation 1969 Minneapolis, USA Singolare - Doppio                                                 | Tom Edlefsen 6-0 6-3              | Mike Davies                  |               |                     |
| 28 luglio | Northwest Invitation 1969 Minneapolis, USA Singolare - Doppio                                                 |                                   |                              |               |                     |

### Agosto
| Settimana | Torneo                                                                                      | Vincitore                                  | Finalista                             | Semifinalisti | Eliminati ai quarti |
| --------- | ------------------------------------------------------------------------------------------- | ------------------------------------------ | ------------------------------------- | ------------- | ------------------- |
| 4 agosto  | ATP German Open 1969 Amburgo, Germania dell'Ovest 14 000 $ - Terra rossa Singolare - Doppio | Tony Roche 6-1 5-7 7-5 8-6                 | Tom Okker                             |               |                     |
| 4 agosto  | ATP German Open 1969 Amburgo, Germania dell'Ovest 14 000 $ - Terra rossa Singolare - Doppio | Tom Okker Marty Riessen 6-1 6-2 6-4        | Jean-Claude Barclay Jürgen Fassbender |               |                     |
| 4 agosto  | Canada Open 1969 Toronto, Canada 8 000 $ Singolare - Doppio                                 | Cliff Richey 6-3 5-7 6-4 6-0               | Earl Buchholz                         |               |                     |
| 4 agosto  | Canada Open 1969 Toronto, Canada 8 000 $ Singolare - Doppio                                 | John Newcombe Ron Holmberg                 | Raymond Moore Earl Buchholz           |               |                     |
| 4 agosto  | Southampton Invitation 1969 Southampton, USA Singolare - Doppio                             | Clark Graebner 6-2 6-2 6-4                 | Robert Lutz                           |               |                     |
| 4 agosto  | Southampton Invitation 1969 Southampton, USA Singolare - Doppio                             |                                            |                                       |               |                     |
| 4 agosto  | Torneo di Senigallia 1969 Senigallia, Italia Singolare - Doppio                             | Martin Mulligan 13-11 6-2 6-2              | Thomaz Koch                           |               |                     |
| 4 agosto  | Torneo di Senigallia 1969 Senigallia, Italia Singolare - Doppio                             |                                            |                                       |               |                     |
| 11 agosto | Malaga Pro Championships 1969 Malaga, Spagna Singolare - Doppio                             | Roy Emerson 6-4 6-3                        | Cliff Drysdale                        |               |                     |
| 11 agosto | Malaga Pro Championships 1969 Malaga, Spagna Singolare - Doppio                             |                                            |                                       |               |                     |
| 11 agosto | Austrian Championships 1969 Kitzbühel, Austria Singolare - Doppio                           | Manuel Santana 6-4 6-2 6-3                 | Manuel Orantes                        |               |                     |
| 11 agosto | Austrian Championships 1969 Kitzbühel, Austria Singolare - Doppio                           |                                            |                                       |               |                     |
| 11 agosto | Hungarian International Championships 1969 Budapest, Ungheria Singolare - Doppio            | Ilie Năstase 9-7 6-4 6-2                   | István Gulyás                         |               |                     |
| 11 agosto | Hungarian International Championships 1969 Budapest, Ungheria Singolare - Doppio            |                                            |                                       |               |                     |
| 11 agosto | Pennsylvania Championships 1969 Filadelfia, USA Singolare - Doppio                          | Cliff Richey 6-4 7-9 6-2 6-4               | Bob Carmichael                        |               |                     |
| 11 agosto | Pennsylvania Championships 1969 Filadelfia, USA Singolare - Doppio                          |                                            |                                       |               |                     |
| 18 agosto | Newport VASSS 1969 Newport, USA 10 000 $ Singolare - Doppio                                 | Tom Okker 4-6 6-5 5-2                      | Dennis Ralston                        |               |                     |
| 18 agosto | Newport VASSS 1969 Newport, USA 10 000 $ Singolare - Doppio                                 |                                            |                                       |               |                     |
| 18 agosto | Turkey Championships 1969 Istanbul, Turchia Singolare - Doppio                              | Bob Hewitt 6-3 8-6 6-1                     | Robert Maud                           |               |                     |
| 18 agosto | Turkey Championships 1969 Istanbul, Turchia Singolare - Doppio                              |                                            |                                       |               |                     |
| 18 agosto | Moscow International 1969 Mosca, Unione Sovietica Singolare - Doppio                        | Toomas Leius 2-6 6-4 6-2 6-3               | Anatoli Volkov                        |               |                     |
| 18 agosto | Moscow International 1969 Mosca, Unione Sovietica Singolare - Doppio                        |                                            |                                       |               |                     |
| 18 agosto | US Amateur Championships 1969 Boston, USA Singolare - Doppio                                | Stan Smith 9-7 6-3 6-1                     | Robert Lutz                           |               |                     |
| 18 agosto | US Amateur Championships 1969 Boston, USA Singolare - Doppio                                |                                            |                                       |               |                     |
| 28 agosto | US Open 1969 New York, USA 113 000 $ - Erba Singolare - Doppio - Doppio misto               | Rod Laver 7–9, 6–1, 6–3, 6–2               | Tony Roche                            |               |                     |
| 28 agosto | US Open 1969 New York, USA 113 000 $ - Erba Singolare - Doppio - Doppio misto               | Ken Rosewall Fred Stolle 2–6 7–5 13–11 6–3 | Charlie Pasarell Dennis Ralston       |               |                     |

### Settembre
| Settimana    | Torneo                                                                                      | Vincitore                            | Finalista                | Semifinalisti | Eliminati ai quarti |
| ------------ | ------------------------------------------------------------------------------------------- | ------------------------------------ | ------------------------ | ------------- | ------------------- |
| 1º settembre | Heart of America Tournament 1969 Kansas City, USA Singolare - Doppio                        | Gerald Battrick 6-3 6-4              | Bill Bowrey              |               |                     |
| 1º settembre | Heart of America Tournament 1969 Kansas City, USA Singolare - Doppio                        |                                      |                          |               |                     |
| 1º settembre | Lebanon International 1969 Beirut, Libano Singolare - Doppio                                | Bob Hewitt 7-5 7-5 6-2               | Edison Mandarino         |               |                     |
| 1º settembre | Lebanon International 1969 Beirut, Libano Singolare - Doppio                                |                                      |                          |               |                     |
| 8 settembre  | Chicago Pro Championships 1969 Chicago, USA 25 000 $ Singolare - Doppio                     | Ken Rosewall 6-3 6-4                 | Earl Buchholz            |               |                     |
| 8 settembre  | Chicago Pro Championships 1969 Chicago, USA 25 000 $ Singolare - Doppio                     |                                      |                          |               |                     |
| 8 settembre  | Atlanta Pro Championships 1969 Atlanta, USA 10 000 $ - Cemento Singolare - Doppio           | Earl Buchholz 6-4 5-7 6-4 5-7 6-2    | John Newcombe            |               |                     |
| 8 settembre  | Atlanta Pro Championships 1969 Atlanta, USA 10 000 $ - Cemento Singolare - Doppio           |                                      |                          |               |                     |
| 8 settembre  | La Costa Invitation 1969 La Costa, USA Singolare - Doppio                                   | Bob Carmichael 7-5 6-3               | Tom Edlefsen             |               |                     |
| 8 settembre  | La Costa Invitation 1969 La Costa, USA Singolare - Doppio                                   |                                      |                          |               |                     |
| 15 settembre | Torneo Godò 1969 Barcellona, Spagna Singolare - Doppio                                      | Manuel Orantes 6-4 7-5 6-4           | Manuel Santana           |               |                     |
| 15 settembre | Torneo Godò 1969 Barcellona, Spagna Singolare - Doppio                                      | Manuel Orantes Patricio Rodríguez    | Terry Addison Ray Keldie |               |                     |
| 22 settembre | Pacific Southwest Championships 1969 Los Angeles, USA 25 000 $ - Cemento Singolare - Doppio | Pancho Gonzales 6-0 7-5              | Cliff Richey             |               |                     |
| 22 settembre | Pacific Southwest Championships 1969 Los Angeles, USA 25 000 $ - Cemento Singolare - Doppio | Ron Holmberg Pancho Gonzales 6-3 6-4 | Jim McManus Jim Osborne  |               |                     |
| 29 settembre | Pacific Coast Championships 1969 Berkeley, USA 17 000 $ - Cmento Singolare - Doppio         | Stan Smith 6-2 6-2                   | Cliff Richey             |               |                     |
| 29 settembre | Pacific Coast Championships 1969 Berkeley, USA 17 000 $ - Cmento Singolare - Doppio         | Stan Smith Thomaz Koch               | Terry Addison Ray Keldie |               |                     |
| 29 settembre | Tucson Pro Championships 1969 Tucson, USA 10 000 $ - Cemento Singolare - Doppio             | Tony Roche 9-7 6-1                   | Tom Okker                |               |                     |
| 29 settembre | Tucson Pro Championships 1969 Tucson, USA 10 000 $ - Cemento Singolare - Doppio             |                                      |                          |               |                     |
| 29 settembre | Victorian Hard Court Championships 1969 Melbourne, Australia Singolare - Doppio             | Neale Fraser 6-3 5-7 7-5             | Frank Sedgman            |               |                     |
| 29 settembre | Victorian Hard Court Championships 1969 Melbourne, Australia Singolare - Doppio             |                                      |                          |               |                     |

### Ottobre
| Settimana  | Torneo                                                                       | Vincitore                      | Finalista     | Semifinalisti | Eliminati ai quarti |
| ---------- | ---------------------------------------------------------------------------- | ------------------------------ | ------------- | ------------- | ------------------- |
| 6 ottobre  | Howard Hughes Open 1969 Las Vegas, USA 40 000 $ - Cemento Singolare - Doppio | Pancho Gonzales 6-0 6-2 6-4    | Arthur Ashe   |               |                     |
| 6 ottobre  | Howard Hughes Open 1969 Las Vegas, USA 40 000 $ - Cemento Singolare - Doppio |                                |               |               |                     |
| 13 ottobre | Scotland Dewar Cup Perth 1969 Perth, Gran Bretagna Singolare - Doppio        | Ismail El Shafei 3-6 14-12 6-1 | Mark Cox      |               |                     |
| 13 ottobre | Scotland Dewar Cup Perth 1969 Perth, Gran Bretagna Singolare - Doppio        |                                |               |               |                     |
| 13 ottobre | Torneo di Denver 1969 Denver, USA Singolare - Doppio                         | Ilie Năstase 6-4 6-5           | Stan Smith    |               |                     |
| 13 ottobre | Torneo di Denver 1969 Denver, USA Singolare - Doppio                         |                                |               |               |                     |
| 20 ottobre | England Dewar Cup Stalybridge Stalybridge, Gran Bretagna Singolare - Doppio  | Mark Cox 6-4 6-3               | Bob Hewitt    |               |                     |
| 20 ottobre | England Dewar Cup Stalybridge Stalybridge, Gran Bretagna Singolare - Doppio  |                                |               |               |                     |
| 27 ottobre | Dakar Pro Championships 1969 Dakar, Senegal Singolare - Doppio               | Tony Roche 6-4 6-3             | Marty Riessen |               |                     |
| 27 ottobre | Dakar Pro Championships 1969 Dakar, Senegal Singolare - Doppio               |                                |               |               |                     |
| 27 ottobre | Casablanca Pro Championships 1969 Casablanca, Marocco Singolare - Doppio     | Tony Roche 9-7 6-3             | Tom Okker     |               |                     |
| 27 ottobre | Casablanca Pro Championships 1969 Casablanca, Marocco Singolare - Doppio     |                                |               |               |                     |
| 27 ottobre | Wales Dewar Cup Aberavon 1969 Aberavon, Gran Bretagna Singolare - Doppio     | Lew Hoad 9-7 6-1               | Bob Hewitt    |               |                     |
| 27 ottobre | Wales Dewar Cup Aberavon 1969 Aberavon, Gran Bretagna Singolare - Doppio     |                                |               |               |                     |

### Novembre
| Settimana   | Torneo                                                                                     | Vincitore                         | Finalista                        | Semifinalisti | Eliminati ai quarti |
| ----------- | ------------------------------------------------------------------------------------------ | --------------------------------- | -------------------------------- | ------------- | ------------------- |
| 3 novembre  | Paris Open 1969 Parigi, Francia 15 000 $ Singolare - Doppio                                | Tom Okker 8-6 6-2 6-1             | Earl Buchholz                    |               |                     |
| 3 novembre  | Paris Open 1969 Parigi, Francia 15 000 $ Singolare - Doppio                                |                                   |                                  |               |                     |
| 3 novembre  | Barcelona Pro Championships 1969 Barcellona, Spagna Singolare - Doppio                     | Andrés Gimeno 2-6 8-6 4-6 6-3 6-1 | Rod Laver                        |               |                     |
| 3 novembre  | Barcelona Pro Championships 1969 Barcellona, Spagna Singolare - Doppio                     |                                   |                                  |               |                     |
| 3 novembre  | Torquay Dewar Cup 1969 Aberavon, Gran Bretagna Singolare - Doppio                          | Mark Cox 8-6 6-3                  | John Clifton                     |               |                     |
| 3 novembre  | Torquay Dewar Cup 1969 Aberavon, Gran Bretagna Singolare - Doppio                          |                                   |                                  |               |                     |
| 10 novembre | ATP Buenos Aires 1969 Buenos Aires, Argentina 13 000 $ Singolare - Doppio                  | François Jauffret 3-6 6-2 6-4 6-3 | Željko Franulović                |               |                     |
| 10 novembre | ATP Buenos Aires 1969 Buenos Aires, Argentina 13 000 $ Singolare - Doppio                  | Jaime Fillol Patricio Cornejo     | Roy Emerson Frew Donald McMillan |               |                     |
| 10 novembre | London Crystal Palace Dewar Cup 1969 Londra, Gran Bretagna Singolare - Doppio              | Mark Cox 4-6 9-7 6-2              | Bob Hewitt                       |               |                     |
| 10 novembre | London Crystal Palace Dewar Cup 1969 Londra, Gran Bretagna Singolare - Doppio              |                                   |                                  |               |                     |
| 17 novembre | British Covered Court Championships 1969 Londra, Gran Bretagna 36 000 $ Singolare - Doppio | Rod Laver 6-4 6-1 6-3             | Tony Roche                       |               |                     |
| 17 novembre | British Covered Court Championships 1969 Londra, Gran Bretagna 36 000 $ Singolare - Doppio |                                   |                                  |               |                     |
| 17 novembre | Australian Hard Court Championships 1969 Sydney, Australia Singolare - Doppio              | Ray Ruffels 6-4 6-4 3-6 5-7 6-3   | Ken Fletcher                     |               |                     |
| 17 novembre | Australian Hard Court Championships 1969 Sydney, Australia Singolare - Doppio              |                                   |                                  |               |                     |
| 17 novembre | Chile International Championships 1969 Santiago, Cile Singolare - Doppio                   | Jan Kodeš 4-6 6-3 1-6 6-1 6-1     | Milan Holeček                    |               |                     |
| 17 novembre | Chile International Championships 1969 Santiago, Cile Singolare - Doppio                   |                                   |                                  |               |                     |
| 24 novembre | Stockholm Open 1969 Stoccolma, Svezia 22 000 $ Singolare - Doppio                          | Niki Pilic 6-4 4-6 6-2            | Ilie Năstase                     |               |                     |
| 24 novembre | Stockholm Open 1969 Stoccolma, Svezia 22 000 $ Singolare - Doppio                          | Roy Emerson Rod Laver 6–4, 6–2    | Andrés Gimeno Fred Stolle        |               |                     |
| 24 novembre | Queensland Hard Court Championships 1969 Toowoomba, Australia Singolare - Doppio           | John Alexander 13-11 6-3          | Phil Dent                        |               |                     |
| 24 novembre | Queensland Hard Court Championships 1969 Toowoomba, Australia Singolare - Doppio           |                                   |                                  |               |                     |

### Dicembre
| Settimana   | Torneo                                                               | Vincitore                   | Finalista    | Semifinalisti | Eliminati ai quarti |
| ----------- | -------------------------------------------------------------------- | --------------------------- | ------------ | ------------- | ------------------- |
| 1º dicembre | Madrid Pro Championships 1969 Madrid, Spagna Singolare - Doppio      | Rod Laver 6-3 6-2           | Roger Taylor |               |                     |
| 1º dicembre | Madrid Pro Championships 1969 Madrid, Spagna Singolare - Doppio      |                             |              |               |                     |
| 1º dicembre | Queensland Championships 1969 Brisbane, Australia Singolare - Doppio | Ray Ruffels 8-6 4-6 6-3 6-3 | Allan Stone  |               |                     |
| 1º dicembre | Queensland Championships 1969 Brisbane, Australia Singolare - Doppio |                             |              |               |                     |
| 15 dicembre | Border Championships 1969 East London, Sudafrica Singolare - Doppio  | Robert Maud 5-7 6-3 8-6     | Bob Hewitt   |               |                     |
| 15 dicembre | Border Championships 1969 East London, Sudafrica Singolare - Doppio  |                             |              |               |                     |
| 22 dicembre | Sugar Bowl Invitation 1969 New Orleans, USA Singolare - Doppio       | Cliff Richey 6-4 6-4 6-2    | Jim Osborne  |               |                     |
| 22 dicembre | Sugar Bowl Invitation 1969 New Orleans, USA Singolare - Doppio       |                             |              |               |                     |